# Achenkirch
Achenkirch – gmina w Austrii, w kraju związkowym Tyrol, w powiecie Schwaz. Według Austriackiego Urzędu Statystycznego liczyła 2100 mieszkańców (1 stycznia 2015).

## Współpraca
Miejscowości partnerskie:
- Brenzone, Włochy
- Kreuth, Niemcy